# Монтоя, Антонио Руис де
Антонио Руис де Монтоя (исп. Antonio Ruiz de Montoya; 13 июня 1585, Лима, Вице-королевство Перу, Испанская империя — 11 апреля 1652, Лима) — перуанский монах, миссионер-иезуит у индейцев гуарани в Парагвае.

## Биография
Вступил в Орден Иезуитов 1 ноября 1606 года. В том же году он присоединился к путешествию Диего Торреса, первого главы миссии Иезуитов в Парагвае. Был учеником Гонсало Суареса. После посвящения в монахи четыре года пробыл в Аргентине, где продолжил изучение Теологии и Философии. По окончании был направлен к индейцам гуарани в Парагвай. Среди них провел 25 лет. Хорошо знал язык гуарани и местные обычаи. Основал на реках Парана, Уругвай и Тапе 13 миссий с храмами, колледжами и центрами сельского хозяйства, — сами индейцы называли их «места без зла». Основал миссию Гуайра (Guayra) и лично крестил 100000 индейцев.
Чтобы воспрепятствовать нападениям бандейрантов из Бразилии, уводивших гуарани в рабство, ему пришлось переправить 15000 индейцев частично на 700 плотах и бесчисленных каное и частично через сельву в миссии в Парагвае. Как сказал немецкий юрист Рудольф фон Йеринг (Rudolf von Jhering): «Эта экспедиция была одним из самых необычных предприятий известных истории».
К 1636 году довелось вооружить индейцев.
Уезжает в Мадрид в 1637 году. Публикует грамматику и словарь гуарани, а также свою хронику Духовная Конкиста. В 1643 году отправляется из Кадиса в Перу. Публикует работу Silex del divino Amor y rato del ánimo en el conocimiento de la causa primera correspondiendo по просьбе своего друга и ученика Франсиско дель Кастильо.

## Наследие
В честь этого выдающегося иезуита в городе Лима, Перу, назван Университет Антонио Руиса де Монтоя.

## Произведения
- «Tesora de la lingua guaraní» (Madrid, 1639), 407 стр.;
- «Arte y vocabulario de la lingua guaraní» (Madrid, 1640), 234 стр.;
- «Catecismo de la lingua guaraní» (Madrid, 1648), 336 стр.

Оставил ценный труд:
- CONQUISTA ESPIRITUAL HECHA POR LOS RELIGIOSOS DE LA COMPAÑÍA DE JESÚS EN LAS PROVINCIAS DEL PARAGUAY, PARANÁ, URUGUAY Y TAPE. Архивировано 9 декабря 2012 года..